# بيير ماغواير
بيير ماغواير (بالإنجليزية: Pierre McGuire)‏ هو صحفي ومعلق رياضي أمريكي، ولد في 8 أغسطس 1961 في إنغلوود في الولايات المتحدة.

## وصلات خارجية
- بيير ماغواير على موقع HockeyDB.com (الإنجليزية)